# Bastilla simillima
Bastilla simillima là một loài bướm đêm thuộc họ Erebidae. Nó được tìm thấy ở Ấn Độ, Sri Lanka, Việt Nam, Trung Quốc, Indonesia, Philippines và Úc.
Ấu trùng ăn các loài Phyllanthus.